# Chiesa di San Tarcisio (Roma)
La chiesa di San Tarcisio è una chiesa di Roma, nel quartiere Appio-Pignatelli, in largo Padre Leonardo Bello.

## Storia
In località Quarto Miglio, nell'aprile del 1927 viene aperta al pubblico una piccola chiesa, dedicata al santo martire del IV secolo: i frati francescani di via Merulana vengono incaricati del servizio liturgico della chiesetta e dell'azione pastorale in una zona in crescente espansione ed urbanizzazione. Nel 1933 padre Leonardo Bello, nuovo Ministro generale dell'Ordine Francescano, accetta la proposta del Vicariato di Roma di erigere una parrocchia e di costruire di conseguenza una nuova chiesa. La parrocchia è eretta il 1º marzo 1935 con il decreto del cardinale vicario Francesco Marchetti Selvaggiani “Susceptum salutare consilium”; la nuova chiesa è costruita negli anni immediatamente precedenti la guerra, nel 1938-1939, su progetti dell'architetto Tullio Rossi. L'altare fu consacrato il 13 giugno 1939.
Nel settembre 1956 la piazza antistante la chiesa viene dedicata a padre Leonardo Bello:
(Dal sito della parrocchia)
La chiesa ha avuto la visita di papa Giovanni XXIII il 17 aprile 1963 e di papa Giovanni Paolo II il 3 marzo 1985, in occasione del 50º Anniversario dell'erezione della parrocchia.

## Descrizione
La facciata si presenta a capanna, ove cioè l'altezza è minore della larghezza. Un breve portico su pilastri copre l'ingresso.
L'interno è a due navate, divise da colonne, con soffitto a capriate. Nella controfacciata è una vetrata policroma con l'immagine di San Tarcisio. La navata principale termina con un arco trionfale ove sono raffigurati i quattro evangelisti. Nell'abside è un affresco che raffigura il santo titolare. La navata laterale invece termina con una cappella, dedicata al Santissimo Sacramento, ed ove è collocato il tabernacolo: la parete di fondo è affrescata con una Madonna con santi francescani